# Juri (upazila)
Sreemangal (en bengali : জুড়ী) est une upazila du Bangladesh dans le district de Maulvi Bazar. En 1991, on y dénombrait 148 958 habitants.